# فلورين (عملة نيوزيلندية)
الفلورين هو عملة معدنية صدرت للجنيه النيوزيلندي من عام 1933 إلى عام 1965 وتساوي شلنين أو أربعة وعشرين بنسًا. تحتوي العملة المعدنية على صورة كيوي على الجانب الخلفي والملك الحاكم على الوجه الأمامي. قدم في عام 1933 كجزء من أول إصدار لعملة الجنيه النيوزيلندي بسبب نقص العملات الفضية البريطانية الناتجة عن انخفاض قيمة العملة المحلية بالنسبة للجنيه الإسترليني. طال أمد عملية التصميم الطويلة بسبب اختلاف الزخارف التصميمية المقترحة بين دار سك العملة الملكية التي تدعم تصميمًا عكسيًا يضم سفنًا شعارية وتصميم الكيوي المقترح من قبل لجنة العملات التي عينها جوردون كوتس. وقد أدى هذا الخلاف إلى تقديم ما يقرب من اثني عشر تصميمًا مقترحًا ومراجعة قبل أن تدخل النسخة النهائية التداول في فبراير 1934. سكت في البداية من الفضة بواسطة دار سك العملة الملكية لتحل محل الفلورين الإمبراطوري السابق وسكت من النحاس الأصفر النيكل منذ عام 1947 بسبب ارتفاع أسعار المعادن الثمينة. مع أن اقتراحه كأساس لعملة نيوزيلندا العشرية منذ ثلاثينيات القرن العشرين فقد استبدل الفلورين في نهاية المطاف في عام 1967 بعملة الدولار النيوزيلندي. ظلت الفلورينات عملة قانونية بقيمة 20 سنتًا حتى 31 أكتوبر 2006.

## الخلفية

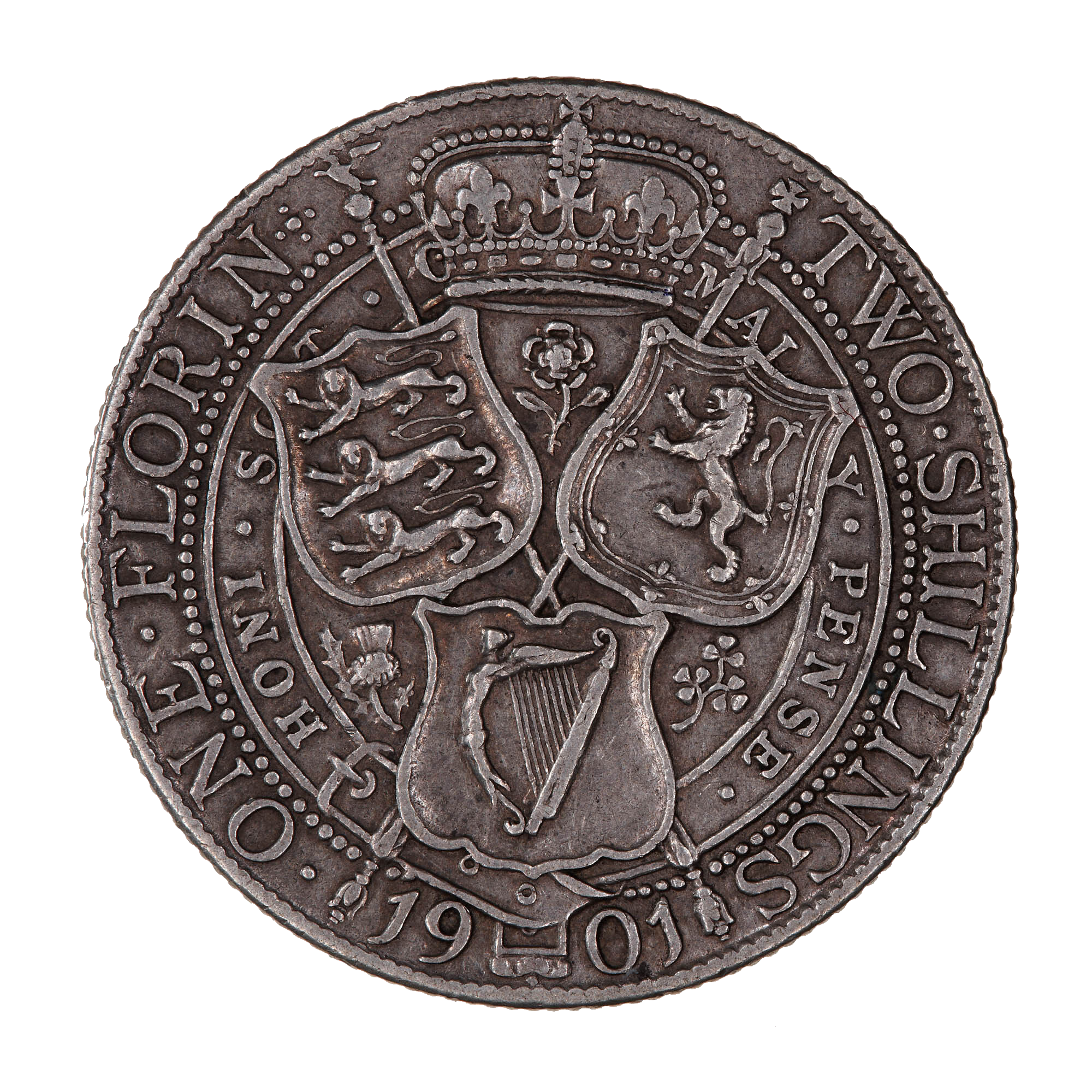
كانت الفلورينات البريطانية متداولة في نيوزيلندا قبل عام 1933.

كان الفلورين البريطاني (أو قطعة الشلن) عملة فضية كبيرة دخلت التداول لأول مرة في عهد فيكتوريا في عام 1849. بدأ تداولها في نيوزيلندا خلال منتصف القرن التاسع عشر إلى جانب العديد من العملات الفضية الأخرى بما في ذلك العملات الأمريكية والإسبانية والفرنسية والهولندية ومع فئات فضية بريطانية أخرى. ارتفعت حصة الفضة البريطانية بشكل كبير بعد تأكيد الجنيه الإسترليني باعتباره العطاء القانوني الوحيد في عام 1858. بدأت أستراليا في إصدار عملاتها المعدنية الخاصة في عام 1910 بما في ذلك الفلورين الأسترالي. بدأ التداول الواسع النطاق للعملات الفضية الأسترالية في نيوزيلندا في عام 1930 عندما خفضت أستراليا قيمة الجنيه الأسترالي مقابل الجنيه الإسترليني. بدأت كميات كبيرة من العملة الأسترالية المخفضة تتدفق إلى نيوزيلندا لتشكل في نهاية المطاف ما بين 30% و40% من إجمالي العملات المتداولة بحلول أوائل عام 1933. أصبحت العملات الفضية المزيفة وخاصة الفلورينات البريطانية والأسترالية (باعتبارها أكبر عملة فضية متداولة بوجه عام) شائعة في جميع أنحاء البلاد.
وفي عام 1933 خفضت نيوزيلندا قيمة الجنيه النيوزيلندي مما أدى إلى تهريب جماعي للعملات الفضية إلى بريطانيا وممتلكاتها الاستعمارية الأخرى. بعد عدة عقود من المقترحات سعت حكومة نيوزيلندا إلى إنشاء عملة محلية في نفس العام. قانون العملات لعام 1933 عرّف الفلورين بأنه عملة فضية تزن 11.31 جرامًا تُسك من الفضة بدرجة نقاء 0.500. على عكس العملات الأسترالية لم يكن الفلورين هو أكبر فئة شائعة حيث أنتج نصف كراون بقيمة 2½ شلن. مع أن الشركات المحلية عرضت إنتاج العملات المعدنية إلا أن حكومة نيوزيلندا اعتبرت أن المرافق المحلية غير كافية للإنتاج الضخم وتعاقدت مع دار سك العملة الملكية لسك العملة.

## التصميم

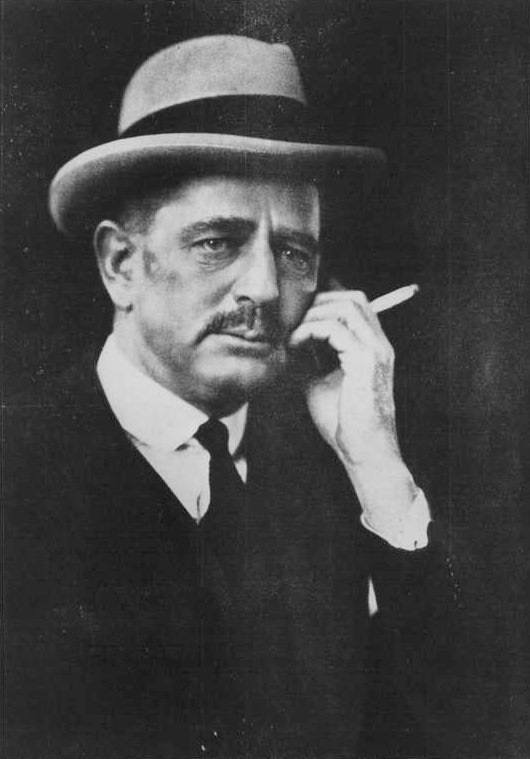
كان جوردون كوتس مشاركًا بشكل كبير في تصميم الفلورين.

تميزت جميع وجوه العملات المعدنية من الإصدار الأولي لعام 1933 بتمثال نصفي للملك جورج الخامس صممه بيرسي ميتكالف في البداية للاستخدام على الجنيه الروديسي الجنوبي. استند هذا إلى تمثال نصفي متوج أقدم للنحات الأسترالي بيرترام ماكينال والذي استخدم في سك العملات المعدنية في المستعمرات والممتلكات البريطانية الأخرى. كان التصميم العكسي للعملة نتاج تعاون بين دار سك العملة الملكية وحكومة نيوزيلندا. نائب رئيس دار سك العملة الملكية روبرت جونسون مستوحى من تصميمات بيرسي ميتكالف لعام 1928 لعملات الدولة الأيرلندية الحرة اقترح استخدام الطيور المحلية كزخارف تصميمية إلى جانب عناصر شعار النبالة في نيوزيلندا للفئات الأكبر.قام باستشارة فنانين محليين وأعضاء جمعية العملات النيوزيلندية طوال عملية التصميم ولكن كلف المصممين البريطانيين بإنشاء سلسلة أولية من التصاميم مع ان طلبات الجمعيات الفنية المحلية للحصول على فنون محلية للعملات المعدنية. كان ميتكالف وجورج كروجر جراي فنانين ذوي خبرة حيث سبق لكل منهما أن صمم عملات معدنية لعدة مستعمرات وممتلكات بريطانية أخرى. كلف الاثنين بتقديم تصميمات لكل من الفئات الخمس الأولية للعملات الفضية.
في البداية تمسك المصممان باقتراح جونسون بشأن الزخارف الشعارية ثم قدما تصميمات للفلورين إلى اللجنة الاستشارية للدار الملكية للسك والتي تتألف من فنانين وخبراء شعارات النبالة البريطانيين فضلاً عن العديد من الوزراء النيوزيلنديين. كان التصميم الأولي لكروجر جراي يتميز بأسد يحمل علم الاتحاد الذي كان يستخدم في ذلك الوقت كشعار ملكي لنيوزيلندا محاطًا بتصميم يشبه الموجة مستوحى من فن الماوري. قدم ميتكالف تصميمين : الأول يتضمن صوف شعارات نيوزيلندا مغطى بنجوم الصليب الجنوبي أما التصميم الثاني والذي فضلته اللجنة فقد استخدم الرموز الثلاثة (السفن الشعارية) الموجودة على الشعارات الوطنية المرتبة في شكل مثلث أسفل الاختصار "أن.زي". بعد مداولات اللجنة الاستشارية كلف كروجر جراي بإنشاء نمط جديد مستوحى من تصميم ميتكالف الليمفاوي. وتضمن نموذج جراي تصورات أكثر تفصيلاً للسفن إلى جانب تهجئة كلمة "نيوزيلندا" بالكامل. صغرت الأحرف الأولى من اسم كروجر جراي وهي اختصار صغير لـ "كيه جي" حيث خشيت هيئة سك العملة الملكية أن يثير اسم كروجر دلالات محلية غير مريحة لدى السياسي الجنوب أفريقي بول كروجر.

### لجان التصميم المتنافسة
كان رئيس وزراء نيوزيلندا جورج فوربس يتمتع برئاسة ضعيفة للغاية وكان وزير المالية جوردون كوتس يشغل منصب رئيس الوزراء بالإنابة بحكم الأمر الواقع وخاصة أثناء إقامة فوربس الطويلة في بريطانيا. في يوليو 1933 عيّن كوتس لجنة تصميم العملات والتي كانت تتألف من فنانين محليين مختلفين إلى جانب أعضاء الجمعية النيوزيلندية لعلم العملات. وقد أبدت هذه اللجنة الجديدة اعتراضها بشكل كبير على تصميمات العملات المعتمدة ووصفت السفن التي تحمل عملة ميتكالف وكروجر جراي بأنها لا تمثل العملات المستخدمة في تاريخ نيوزيلندا. وبدلاً من ذلك طلبت لجنة التصميم تقديمًا طبيعيًا للكيوي الذي ظهر سابقًا بطريقة تجريدية على نمط شيلينغ لاستخدامه كزخرفة مركزية للوجه الخلفي من الفلورين. ورأت اللجنة أنه من المهم أن يحمل الفلورين صورة الطائر الوطني لنيوزيلندا حيث اقترحه كعملة أساسية لنظام العملة العشرية في المستقبل. لم يعجب كروجر جراي بالتعديلات المطلوبة على تصميم الكيوي لكنه شعر بالارتياح عندما سمع من روبرت جونسون الذي أوضح أن رئيس الوزراء فوربس لا يزال يرغب في استخدام اقتراحات التصميم الأصلية للجنة الاستشارية.

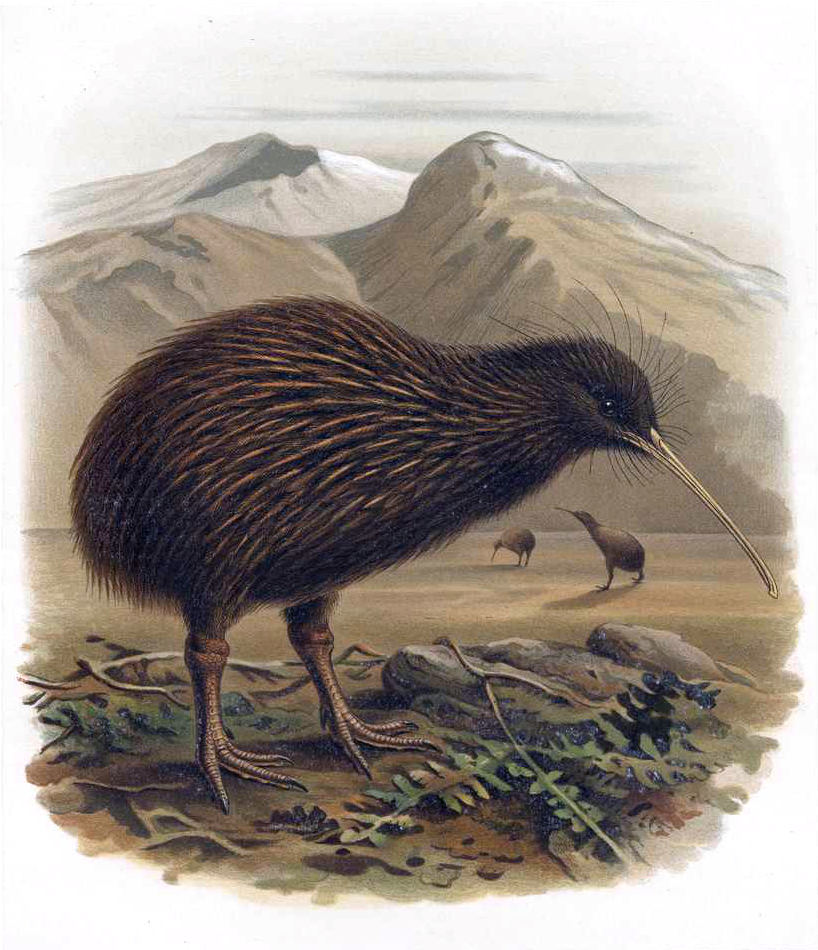
كيوي بني من جزيرة الشمال (أبتركس مانتيلي) وهو نوع الكيوي الموجود على الفلورين

واصل كروجر جراي العمل على التصميم المعتمد من قبل اللجنة الاستشارية مما جعل السفن أصغر حجمًا وكتابة "اثنين شلنين" بدلاً من "فلورين" في قاعدة الوجه الخلفي. اتصل كوتس بالدار الملكية للعملة مؤكداً طلب لجنة التصميم بتقديم تصاميم جديدة إلى جانب مواصفات إضافية للعملات المعدنية المختلفة. وبحلول شهر أغسطس/آب قررت اللجنة الاستشارية مواصلة العمل بالتصاميم الأصلية مشيرة إلى الحاجة الملحة إلى سك العملات المحلية والتأخير الذي قد يسببه أي إعادة تصميم من هذا القبيل. وقد اقترحت إمكانية تأجيل إصدار إعادة التصميم حتى عام 1934 في مسودة برقية إلى كوتس. وعلى المستوى الخاص كانت اللجنة الاستشارية تهدف إلى المماطلة حتى عودة فوربس إلى نيوزيلندا في العشرين من سبتمبر/أيلول وهو التاريخ الذي سيفقد فيه كوتس سلطاته الوزارية بالوكالة ويمكن أن يستمر العمل على التصاميم الأصلية. ومع ذلك وافق فوربس في نهاية المطاف على اقتراح كوتس ولجنة تصميم العملات المعدنية عند عودته إلى نيوزيلندا وأبلغ دار سك العملة الملكية في أوائل أكتوبر/تشرين الأول بمواصلة إعادة التصميم. تخلى كروجر جراي عن تصميمه الليمفاوي وبدأ العمل على تصميم الكيوي الجديد.
كانت دار سك العملة الملكية تخطط في الأصل لنقل تصميم الشلن النمطي مباشرة إلى الفلورين مع الحفاظ على نمط الكوهايواي ليكون متسقًا مع نصف التاج. رفض كوتس هذا الاقتراح وكتب "التصميم النيوزيلندي الذي اقترحته دار سك العملة في الأصل مقابل 1غير مقبول. في انتظار استلامك للرسومات يُرجى الاطلاع على طيور نيوزيلندا لأوليفر يجب إزالة الزخارف الماورية."
وهكذا استبدل طائر الكيوي "المخروطي الصنوبري" بتصوير طبيعي يعتمد على طائر الكيوي من جزيرة الشمال والذي تتبع من خلال العمل المرجعي لعلم الطيور الذي قام به والتر أوليفر. كان هذا الطائر متجهًا نحو اليسار ورأسه منحنيًا، وإضافة خط أفقي إلى النقش البارز وعادت كلمة "فلورين" كفئة مكتوبة على العملة. اعترض جونسون على وضع الأحرف الأولى من اسم كروجر جراي وكتب أن التصميم بدا وكأن الطائر النيوزيلندي "يعاني من حاجة عنيفة للغاية للتبرز لدرجة أنه دفع الرصاصة للخارج بعنف كبير". واقترح كروجر جراي وضع سرخس فضي في الجزء الخلفي من الكيوي لتقليل هذا التأثير. بدلاً من ذلك قام كروجر جراي بتقليص الأحرف الأولى من اسمه ونقلها نحو حافة العملة المعدنية بما يتماشى مع التاريخ.
ومع أن التأخيرات الكبيرة استمر العمل على سك العملة حتى نوفمبر/تشرين الثاني 1933. لقد أصبحت دار سك العملة الملكية غير صبورة بسبب التدخل المستمر لكوتس في عملية التصميم. أرسل كوتس رسمًا "غريبًا" لنوكيو إلى دار سك العملة الملكية والذي تجهل لصالح تقديم نمط جراي. دخلت العملات المعدنية الإنتاج في عام 1934 مع دخول أول فلورين إلى البلاد في ويلينغتون في 17 فبراير. ظلت العملات المعدنية تحمل تاريخ 1933 مع أن التأخير. ظل تصميم الوجه الخلفي للفلورين دون تعديل حتى النظام العشري في عام 1967 وكان وجهه الأمامي يشترك في رسومات الملوك البريطانيين الموجودة على جميع العملات النيوزيلندية الأخرى. أعد القوالب لعهد إدوارد الثامن ولكن عند تنازله عن العرش دمرها قبل أن يتم سك أي عملات معدنية.

### استقبال
أصبح الفلورين الجديد شائعًا بين عامة الناس في نيوزيلندا. وصف عالم الأعراق يوهانس أندرسن الذي استشهد به في دومينيون الفلورين بأنه مصمم بشكل جيد بطريقة خاصة مع تصوير الريش المشعر والشعيرات الخاصة بالكيوي بأمانة ومع ذلك اقترح أن الأرض الأفقية لم تكن واضحة في التصميم ويجب أنيقوموا بتنقيطها لإنتاج تأثير أكثر وضوحًا.

## سك العملة والإنتاج
تم سك 2,100,000 فلورين في البداية في عام 1933 وتبع ذلك سك 2,850,000 فلورين إضافية في عام 1934 ولكن السك انخفض بشكل حاد إلى بضع مئات الآلاف فقط في السنوات التالية. وبعد إنتاج 1,200,000 فلورين مع صعود الملك جورج السادس إلى العرش في عام 1937 لم تسك أي فلورين على الإطلاق في عامي 1938 و1939. وبعد ذلك تراوحت عمليات السك باستمرار بين مائة ألف وعدة ملايين باستثناء فجوة مدتها سبع سنوات من عام 1954 إلى عام 1960 عندما لم تنتج أي فلورين. بدأت عمليات سك العملات المعدنية الصغيرة للغاية جنبًا إلى جنب مع الإصدار الأولي في عام 1933 مع أن زيادة أعداد العملات المعدنية مع إصدارها بطريقة دورية على مدى العقود التالية. على عكس أستراليا لم تنتج أي إصدارات تذكارية من الفلورين بل أصدرت نيوزيلندا بدلاً من ذلك تيجانًا تذكارية ونصف تيجان. ونتيجة لارتفاع أسعار الفضة في السنوات التي أعقبت الحرب العالمية الثانية صنعت الفئات الفضية السابقة (بما في ذلك الفلورين) بدلاً من سبيكة النحاس والنيكل منذ عام 1947 بالإضافة إلى إصدار تاج تذكاري في عام 1949. سحبت الكثير من العملات الفضية من التداول وصهرت بواسطة البنوك. مع أن اقتراحها في البداية كأساس للعملة العشرية قاموا بإلغاء الفئة في عام 1967 لصالح الفئات الجديدة من الدولار النيوزيلندي.
| تاريخ      | 1933      | 1934      | 1935    | 1936    |
| ---------- | --------- | --------- | ------- | ------- |
| ضرب النقود | 2,100,000 | 2,850,000 | 755,000 | 150,000 |

| تاريخ      | 1937      | 1938 | 1939 | 1940    | 1941    | 1942    | 1943      | 1944    | 1945    | 1946      | 1947      | 1948      | 1949      | 1950      | 1951      | 1952 |
| ---------- | --------- | ---- | ---- | ------- | ------- | ------- | --------- | ------- | ------- | --------- | --------- | --------- | --------- | --------- | --------- | ---- |
| ضرب النقود | 1,190,000 | 0    | 0    | 500,000 | 820,000 | 150,000 | 1,400,000 | 140,000 | 515,000 | 1,200,000 | 2,500,000 | 1,750,000 | 3,500,000 | 3,500,000 | 2,000,000 | 0    |

| تاريخ      | 1953    | 1954 | 1955 | 1956 | 1957 | 1958 | 1959 | 1960 | 1961      | 1962      | 1963    | 1964      | 1965      |
| ---------- | ------- | ---- | ---- | ---- | ---- | ---- | ---- | ---- | --------- | --------- | ------- | --------- | --------- |
| ضرب النقود | 250,000 | 0    | 0    | 0    | 0    | 0    | 0    | 0    | 1,500,000 | 1,500,000 | 100,000 | 2,000,000 | 9,450,000 |

## الفهرس
- Cuhaj، George S. (2014). 2014 Standard Catalog of World Coins (ط. 41st). ص. 1633.
- Familton، Robert John؛ McLintock، A. H. (1966). "Coinage". An Encyclopaedia of New Zealand. مؤرشف من الأصل في 2023-11-04. اطلع عليه بتاريخ 2023-11-24.
- Hargreaves، R. P. (1972). "New Zealand Coinage". From Beads to Banknotes. Dunedin: John McIndoe. ص. 141–160.
- Matthews، Ken (مارس 2003). "The Legal History of Money in New Zealand" (PDF). Reserve Bank of New Zealand Bulletin. ج. 66 ع. 1: 40–49. مؤرشف (PDF) من الأصل في 2023-11-01. اطلع عليه بتاريخ 2023-11-24.
- Stocker، Mark (2005). "'A Very Satisfactory Series': The 1933 New Zealand Coinage Designs" (PDF). British Numismatic Journal. ج. 75: 142–160. مؤرشف (PDF) من الأصل في 2023-11-08. اطلع عليه بتاريخ 2023-11-24.